# Acrocercops chloronympha
Acrocercops chloronympha är en fjärilsart som beskrevs av Edward Meyrick 1921. Acrocercops chloronympha ingår i släktet Acrocercops och familjen styltmalar. Inga underarter finns listade i Catalogue of Life.